# Reformierte Kirche (Aurich)

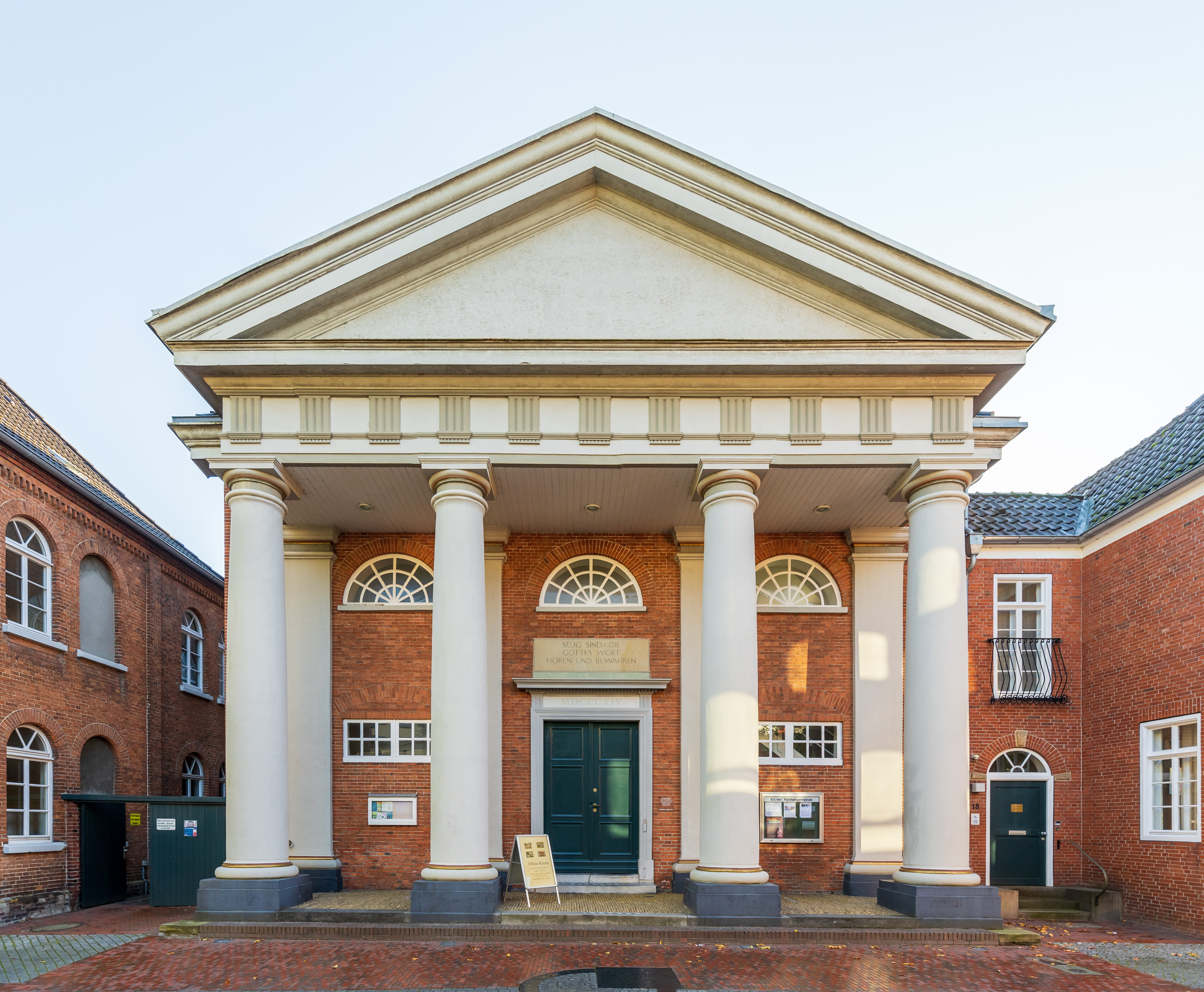
Reformierte Kirche Aurich.

Die reformierte Kirche in Aurich ist der einzige klassizistische Zentralbau in Ostfriesland.

## Geschichte

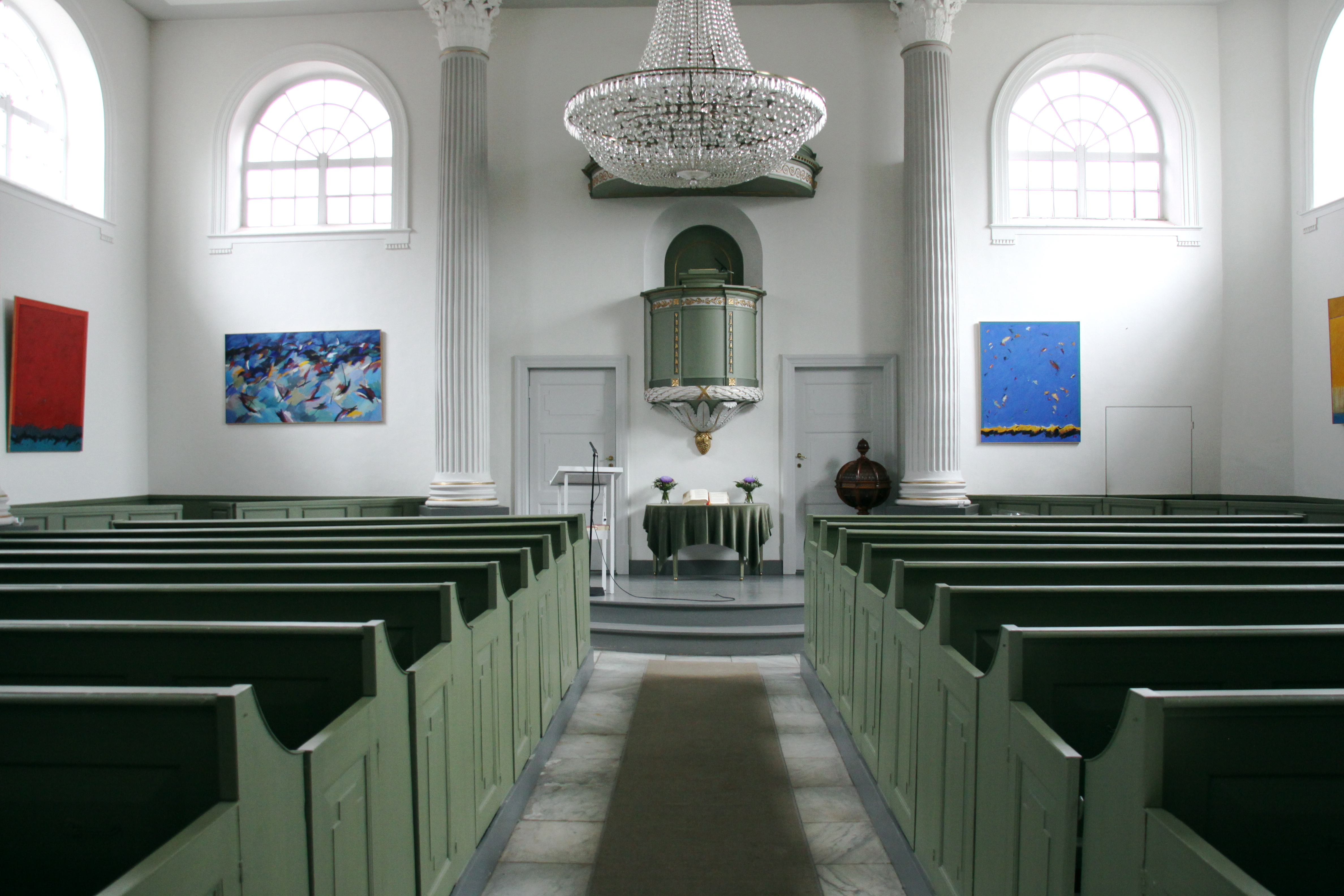
Innenraum.

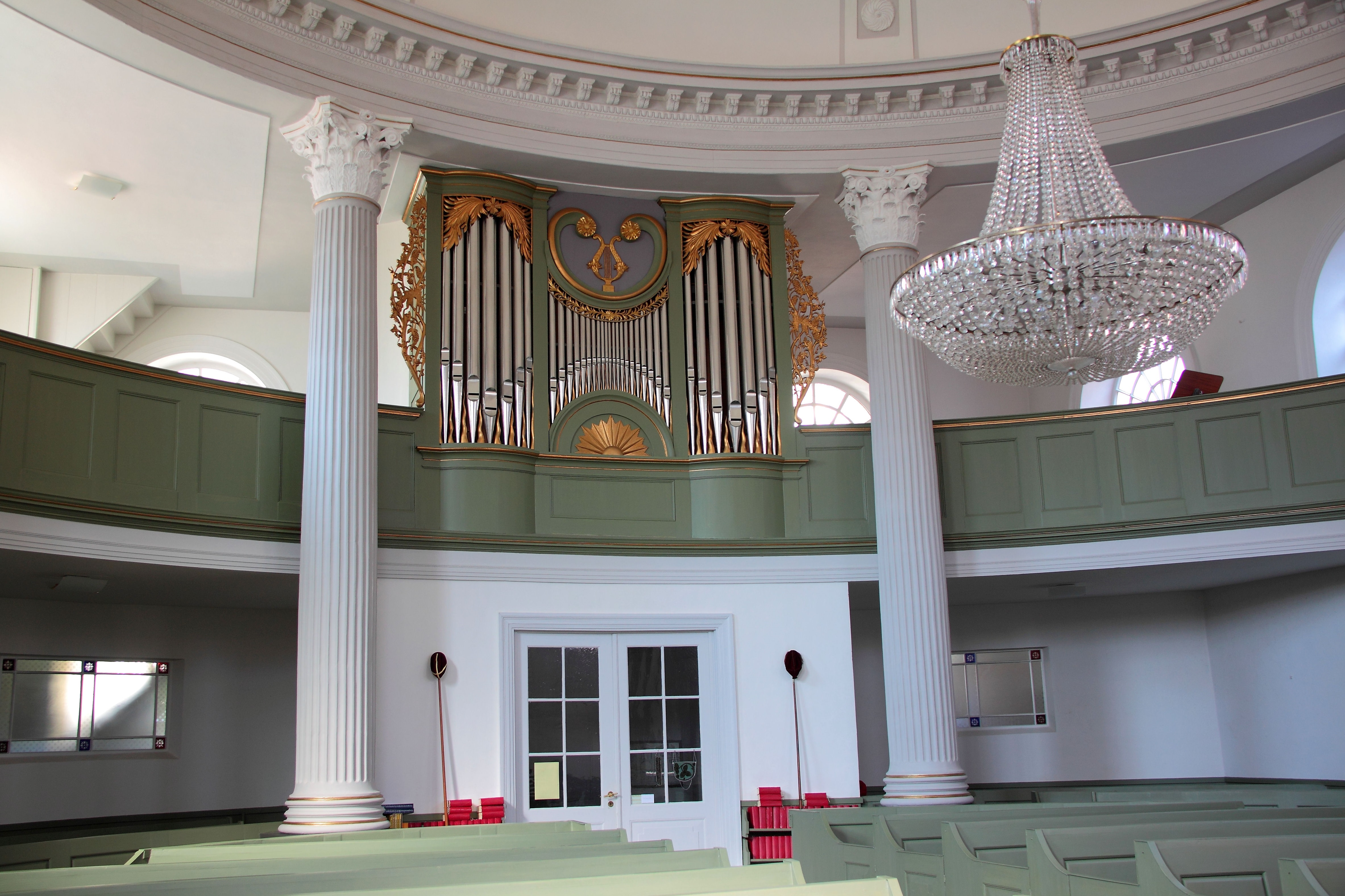
Die Orgel.

Im 17. Jahrhundert lebten in der ostfriesischen Residenz nur wenige Reformierte. Sie wandten sich seit 1685 im einparochialen Aurich an den Fürstenhof mit der Bitte, reformierte Gottesdienste abhalten zu dürfen. Das wurde jedoch erst genehmigt, nachdem um 1700 Reformierte aus Frankreich (Hugenotten) am Fürstenhof aufgenommen worden waren. Die Gottesdienste fanden zunächst in Privathäusern statt. 1748 stellte Friedrich II. von Preußen der Gemeinde die ehemalige Garnisonkirche im Obergeschoss der Schlosswache zur Verfügung. 1770 durfte die Gemeinde erstmals einen eigenen Pastor berufen. Die Gemeinde wuchs dann weiter durch Zuzüge aus den reformierten Gebieten Ostfrieslands und durch Glaubensflüchtlinge aus der Pfalz, die um 1800 bei Aurich die Pfalzdörfer gründeten. 1811 brannte die Schlosswache mit der ehemaligen Garnisonkirche im Obergeschoss ab.
Nach einer Spende Napoleons in Höhe von 15.000 Francs errichtete die Gemeinde in den Jahren 1812 bis 1814 nach Plänen des Auricher Architekten Conrad Bernhard Meyer ein eigenes Gotteshaus. Es ist der einzige klassizistische Zentralbau im Weser-Ems-Gebiet, als Rundbau konzipiert, mit einer von acht korinthischen Säulen getragenen Kuppel. Der Bau brachte die Gemeinde an den Rand des Ruins, da er bei der Fertigstellung fast das Fünfzehnfache der Spende Napoleons kostete. Sammlungen der lutherischen und der jüdischen Gemeinde Aurichs konnten den drohenden Bankrott der reformierten Gemeinde letztlich abwenden und den Kirchenbau abschließen. Im Jahre 1859 errichtete die Gemeinde noch ein Pfarrhaus, das mit der Kirche ein kulturgeschichtlich bedeutsames Bauensemble bildet. 
Von 2001 bis 2003 erfolgte eine umfassende Sanierung, bei der Kirche und Orgel weitgehend in den originalen Zustand zurückversetzt wurden.
Heute gehören zur Gemeinde zirka 1400 Personen.

## Ausstattung
Das Abendmahlsgerät der Gemeinde stammt von dem Besitz der Fürsten von Ostfriesland aus dem Hause Cirksena. Die silbernen Gefäße sind vergoldet und entstanden um 1730 in Augsburg im Régence-Stil. Sie sind im Historischen Museum ausgestellt.
Die in den Jahren 1836 bis 1838 von dem Auricher Gerd Sieben Janssen aufgestellte Orgel verfügte ursprünglich über elf Register. Etwa 35 Pfeifen und der Prospekt sind im Original erhalten. Im Jahr 2003 erfolgte eine Rekonstruktion und Erweiterung auf 18 Register und zwei Manuale durch die Firma Winold van der Putten.